# 9848 Yugra
9848 Yugra eller 1990 QX17 är en asteroid i huvudbältet som upptäcktes den 26 augusti 1990 av den sovjetisk-ryska astronomen Ljudmila Zjuravljova vid Krims astrofysiska observatorium på Krim. Den är uppkallad efter området Jugra i Ryssland.
Asteroiden har en diameter på ungefär 4 kilometer och den tillhör asteroidgruppen Nysa.